# Махеш Бупати
Махеш Шринивас Бупати (тел. మహేష్ భూపతి; Мадрас, 7. јун 1974) је бивши индијски професионални тенисер који је свој најбољи пласман у дублу остварио 26. априла 1999. када је био први тенисер света.

## Гренд слем финала

### Парови: 10 (4–6)
| Исход     | Бр. | Година | Турнир            | Подлога | Партнер      | Противници                    | Резултат                       |
| --------- | --- | ------ | ----------------- | ------- | ------------ | ----------------------------- | ------------------------------ |
| Финалиста | 1.  | 1999.  | ОП Аустралије     | Тврда   | Леандер Паес | Јонас Бјеркман Патрик Рафтер  | 3–6, 6–4, 4–6, 7–6(12–10), 4–6 |
| Победник  | 1.  | 1999.  | Ролан Гарос       | Шљака   | Леандер Паес | Горан Иванишевић Џеф Таранго  | 6–2, 7–5                       |
| Победник  | 2.  | 1999.  | Вимблдон          | Трава   | Леандер Паес | Пол Хархојс Џаред Палмер      | 6–7(10–12), 6–3, 6–4, 7–6(7–4) |
| Финалиста | 2.  | 1999.  | ОП САД            | Тврда   | Леандер Паес | Себастјен Ларо Алекс О’Брајен | 6–7(7–9), 4–6                  |
| Победник  | 3.  | 2001.  | Ролан Гарос (2)   | Шљака   | Леандер Паес | Петр Пала Павел Визнер        | 7–6(7–5), 6–3                  |
| Победник  | 4.  | 2002.  | ОП САД            | Тврда   | Макс Мирни   | Јиржи Новак Радек Штјепанек   | 6–3, 3–6, 6–4                  |
| Финалиста | 3.  | 2003.  | Вимблдон          | Трава   | Макс Мирни   | Јонас Бјеркман Тод Вудбриџ    | 6–3, 3–6, 6–7(4–7), 3–6        |
| Финалиста | 4.  | 2009.  | ОП Аустралије (2) | Тврда   | Марк Ноулс   | Боб Брајан Мајк Брајан        | 6–2, 5–7, 0–6                  |
| Финалиста | 5.  | 2009.  | ОП САД (2)        | Тврда   | Марк Ноулс   | Лукаш Длухи Леандер Паес      | 6–3, 3–6, 2–6                  |
| Финалиста | 6.  | 2011.  | ОП Аустралије (3) | Тврда   | Леандер Паес | Боб Брајан Мајк Брајан        | 3–6, 4–6                       |

### Мешовити парови: 12 (8–4)
| Исход     | Бр. | Година | Турнир            | Подлога | Партнерка          | Противници                             | Резултат      |
| --------- | --- | ------ | ----------------- | ------- | ------------------ | -------------------------------------- | ------------- |
| Победник  | 1.  | 1997.  | Ролан Гарос       | Шљака   | Рика Хираки        | Лиса Рејмонд Патрик Галбрајт           | 6–4, 6–1      |
| Финалиста | 1.  | 1998.  | Вимблдон          | Трава   | Мирјана Лучић      | Серена Вилијамс Макс Мирни             | 4–6, 4–6      |
| Победник  | 2.  | 1999.  | ОП САД            | Тврда   | Ај Сугијама        | Кимберли По Доналд Џонсон              | 6–4, 6–4      |
| Победник  | 3.  | 2002.  | Вимблдон          | Трава   | Јелена Лиховцева   | Данијела Хантухова Кевин Улијет        | 6–2, 1–6, 6–1 |
| Финалиста | 2.  | 2003.  | Ролан Гарос       | Шљака   | Јелена Лиховцева   | Лиса Рејмонд Мајк Брајан               | 3–6, 4–6      |
| Победник  | 4.  | 2005.  | Вимблдон (2)      | Трава   | Мери Пирс          | Татјана Перебијнис Пол Хенли           | 6–4, 6–2      |
| Победник  | 5.  | 2005.  | ОП САД (2)        | Тврда   | Данијела Хантухова | Катарина Среботник Ненад Зимоњић       | 6–4, 6–2      |
| Победник  | 6.  | 2006.  | ОП Аустралије     | Тврда   | Мартина Хингис     | Јелена Лиховцева Данијел Нестор        | 6–3, 6–3      |
| Финалиста | 3.  | 2008.  | ОП Аустралије     | Тврда   | Сања Мирза         | Тјантјан Сун Ненад Зимоњић             | 6–7(4–7), 4–6 |
| Победник  | 7.  | 2009.  | ОП Аустралије (2) | Тврда   | Сања Мирза         | Натали Деши Енди Рам                   | 6–3, 6–1      |
| Финалиста | 4.  | 2011.  | Вимблдон (2)      | Трава   | Јелена Веснина     | Ивета Бенешова Јирген Мелцер           | 3–6, 2–6      |
| Победник  | 8.  | 2012.  | Ролан Гарос (2)   | Шљака   | Сања Мирза         | Клаудија Ј. Игначик Сантијаго Гонзалез | 7–6(7–3), 6–1 |

## Финала завршног првенства сезоне

### Парови: 5 (0–5)
| Исход     | Бр. | Година | Турнир   | Подлога   | Партнер      | Противници                    | Резултат            |
| --------- | --- | ------ | -------- | --------- | ------------ | ----------------------------- | ------------------- |
| Финалиста | 1.  | 1997.  | Хартфорд | Тепих (д) | Леандер Паес | Рик Лич Џонатан Старк         | 3–6, 4–6, 6–7(3–7)  |
| Финалиста | 2.  | 1999.  | Хартфорд | Тепих (д) | Леандер Паес | Себастјен Ларо Алекс О’Брајен | 3–6, 2–6, 2–6       |
| Финалиста | 3.  | 2000.  | Бангалор | Тврда     | Леандер Паес | Доналд Џонсон Пит Норвал      | 6–7(8–10), 3–6, 4–6 |
| Финалиста | 4.  | 2010.  | Лондон   | Тврда (д) | Макс Мирни   | Данијел Нестор Ненад Зимоњић  | 6–7(6–8), 4–6       |
| Финалиста | 5.  | 2012.  | Лондон   | Тврда (д) | Рохан Бопана | Марсел Гранољерс Марк Лопез   | 5–7, 6–3, [3–10]    |

## Мечеви за олимпијске медаље

### Парови: 1 (0–1)
| Исход    | Година | Турнир     | Подлога | Партнер      | Противници               | Резултат             |
| -------- | ------ | ---------- | ------- | ------------ | ------------------------ | -------------------- |
| 4. место | 2004.  | ОИ у Атини | Трава   | Леандер Паес | Марио Анчић Иван Љубичић | 6–7(5–7), 6–4, 14–16 |